# Ain't It Fun
Pour les articles homonymes, voir Ain't It Fun (chanson de The Dead Boys).
Singles de Paramore
Daydreaming (en)
(2013) Hard Times
(2017)
Ain't It Fun est une chanson du groupe américain Paramore issue de l'album Paramore (2013). Elle est sortie comme single le 4 février 2014. La chanson est écrite par Hayley Williams et Taylor York et produite par Justin Meldal-Johnsen.

## Liste des pistes et formats
- Ain't It Fun Remixes - EP[2]

1. Ain't It Fun (Radio edit) – 3:51
2. Ain't It Fun (Dutch Uncles remix) – 4:57
3. Ain't It Fun (Kye Kye remix) – 4:35
4. Ain't It Fun (Smash Mode remix) – 5:25